# Merimets
Merimets (estniska: Stroomi mets, Stromka mets, Seevald) är en park i Estland. Den ligger i den nordvästra delen av landet, i huvudstaden Tallinn. Merimets ligger 10 meter över havet.
Terrängen runt Merimets är platt. Havet är nära Merimets norrut. Runt Merimets är det tätbefolkat, med 369 invånare per kvadratkilometer. Närmaste större samhälle är Tallinn, 3,4 km öster om Merimets. I omgivningarna runt Merimets växer i huvudsak blandskog.